# Palác Živnostenské banky (Na příkopě)
Palác Živnostenské banky či První palác Živnostenské banky byl novobarokní bankovní palác, který stál na parcele č. p. 860/24 v ulici Na příkopě nedaleko pozdějšího Náměstí Republiky na Novém Městě, 110 00 Praha 1. Byl vybudován jako jedno ze sídel Živnostenské banky (Živnobanky), jednoho z největších českých bankovních ústavů té doby. Budova byla stržena roku 1936 v rámci výstavby nové funkcionalistické budovy Živnobanky, která se později stala hlavním sídlem České národní banky.

## Dějiny budovy

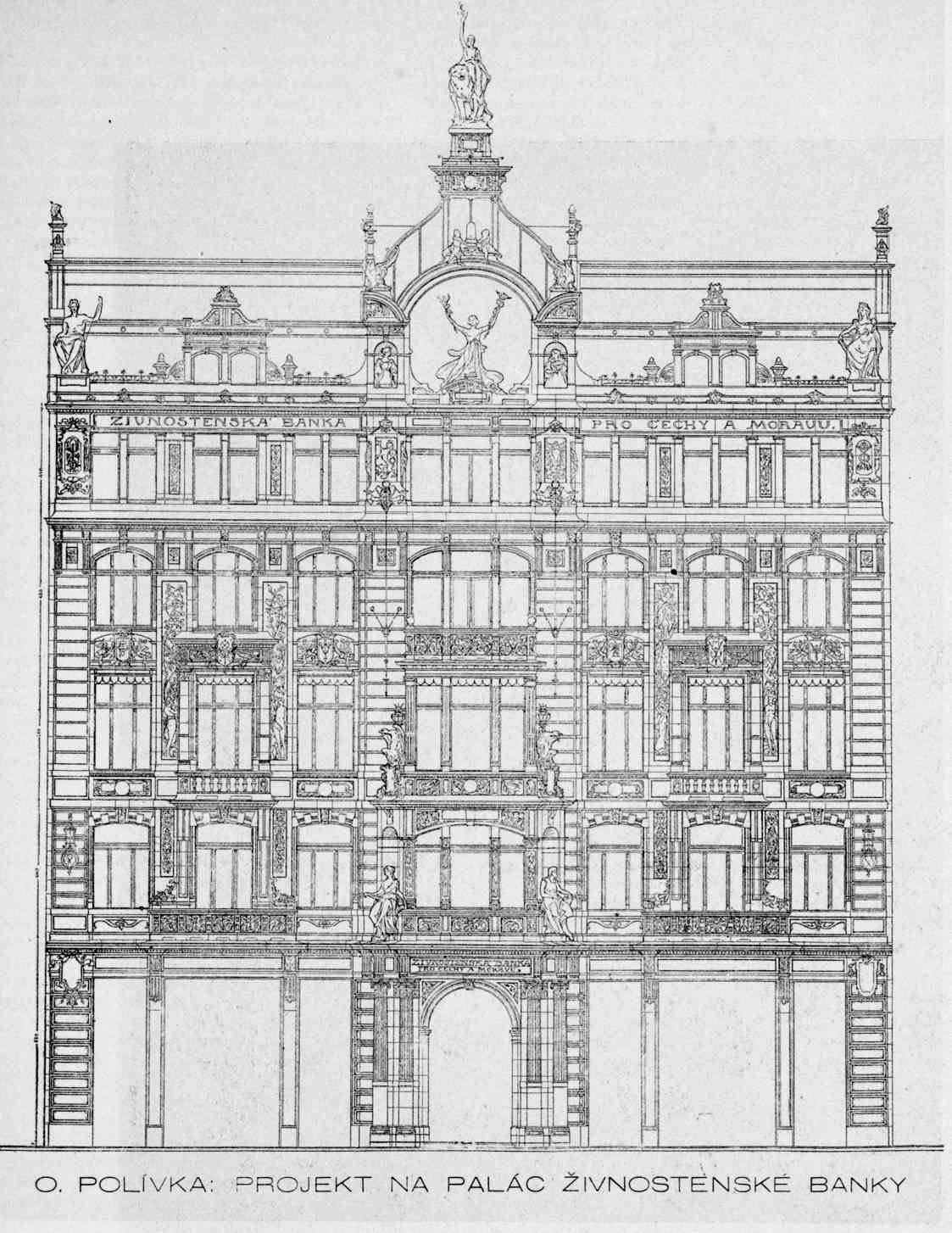
Osvald Polívka: projekt prvního paláce Živnostenské banky, Na příkopě čp. 860/24 (zbořeno 1936)

Stavbu zadalo před rokem 1900 vedení v Praze sídlící Živnostenské banky, sídlící v nedalekém novorenesančním paláci čp. 860-862/II v ulici Na Příkopě od architekta Osvalda Polívky, který sdílela společně s Českou cukerní společností. K realizaci samostatného bankovního paláce Živnobanky byl osloven Osvald Polívka. Paláci ustoupily dva starší domy nazvané U Tří kaprů a U Železného rytíře. Na výzdobě budovy se podíleli sochaři Antonín Popp (sousoší Genia se lvem), Bohuslav Schnirch (socha Merkura v průčelí) či Stanislav Sucharda, pracující již na projektu novorenesančního Polívkova paláce. František Urban navrhl skleněné mozaiky realizované Albertem Neuhauserem z firmy Luigiho Solertiho v Innsbrucku.

### Demolice
S rostoucím množstvím aktivit Živnostenské banky bylo začátkem 30. let 20. století rozhodnuto o výstavbě rozsáhlé budovy na několika parcelách vytvářejících nároží ulic Na příkopě a Hybernská. Výstavba začala roku 1935 demolicí budov někdejších hotelů U černého koně a Modrá hvězda, roku 1936 bylo přikročeno také k demolici staršího paláce Živnobanky. Sousoší A. Poppa bylo zachováno a umístěno roku 1941 na střechu k průčelí nové bankovní budovy. Zhruba v místech hlavního vchodu původního paláce vznikla průchozí pasáž spojující ulici Na příkopě a Senovážné náměstí.

## Architektura stavby

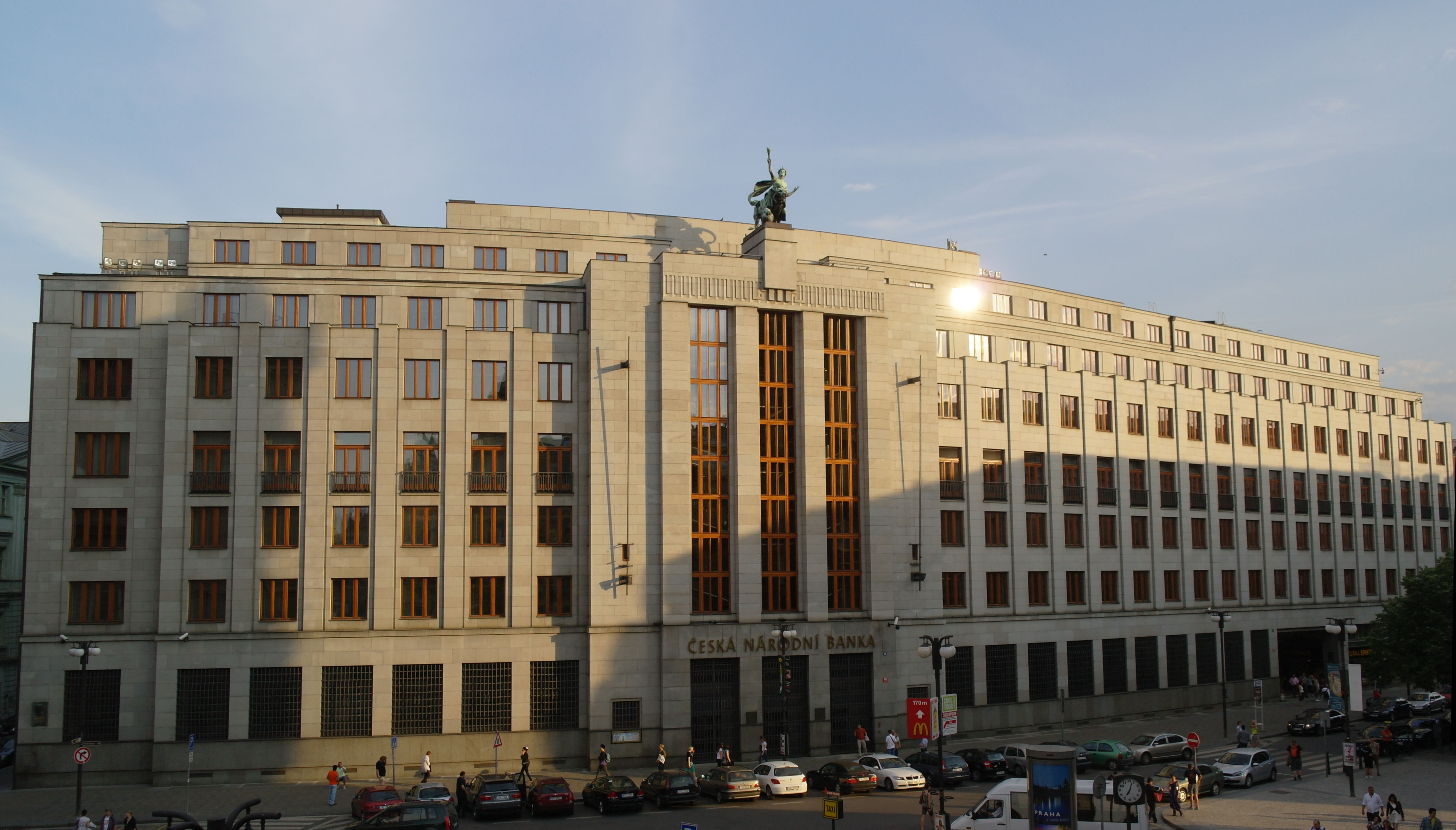
Třetí budova Živnostenské banky, Na příkopě 24-28; postavena 1935-1941, dnes ČNB

Bankovní budova byla vystavěna na podlouhlém pozemku s hlavní orientací do ulice Na příkopě. Stavba měla pět podlaží: halové přízemí, kde se nacházely bankovní přepážky, a dále čtyři nadzemní podlaží s kancelářskými místnostmi. Bohatě zdobená fasáda nesla Schnirchovy alegorické sochy, štukovou a sgrafitovou výzdobu a také štukový nápis Živnostenská banka pro Čechy a Moravu. Ještě v době své demolice se jednalo mimořádně kvalitní a moderní stavbu.